# Gauliga Nordbayern
Die Gauliga Nordbayern war in der Endphase des Zweiten Weltkrieges eine der höchsten Spielklassen im deutschen Fußball in der Zeit des Nationalsozialismus.

## Geschichte
Die Liga entstand 1942 nach der Auflösung der Sportbereichsklasse Bayern, an dessen Stelle zwei gebietsmäßig kleinere, nun wieder Gauligen genannte, Einheiten traten (Gauliga Nordbayern und Gauliga Südbayern). Dies hatte vorwiegend logistische Gründe, kriegsbedingt herrschte Treibstoffknappheit und Mangel an Transportmöglichkeiten, so dass längere Auswärtsfahrten zusehends schwieriger zu organisieren waren. Zur Spielzeit 1944/45 wurde die Gauliga Nordbayern wieder aufgelöst, und der Sportbereich Bayern in jeweils fünf Gaue aufgeteilt. Ein Spielbetrieb fand nur noch unregelmäßig statt, einzig im Gau München wurde noch ein Meister ermittelt.
In der Gauliga Nordbayern spielten 11 (1942/42), bzw. 10 (1943/44) Mannschaften im Rundenturnier um den Titel. Der Gaumeister war für die Endrunde um die deutsche Fußballmeisterschaft qualifiziert. Beide Spielzeiten konnte der 1. FC Nürnberg für sich entscheiden, 1943/44 erreichte Nürnberg das Halbfinale der deutschen Fußballmeisterschaft.

## Gaumeister 1943–1944
| Saison  | Gaumeister Nordbayern | Abschneiden deutsche Meisterschaft | Deutscher Meister |
| ------- | --------------------- | ---------------------------------- | ----------------- |
| 1942/43 | 1. FC Nürnberg        | 1. Runde                           | Dresdner SC       |
| 1943/44 | 1. FC Nürnberg        | Halbfinale                         | Dresdner SC       |

## Rekordmeister
Rekordmeister der Gauliga Nordbayern ist der 1. FC Nürnberg, welcher die Gaumeisterschaft von Nordbayern zweimal gewinnen konnte (davor bereits fünfmal die Gaumeisterschaft Gesamtbayerns).
|  | Verein         | Titel | Jahr       |
|  | -------------- | ----- | ---------- |
|  | 1. FC Nürnberg | 2     | 1943, 1944 |